# Opération Caporal
L'opération Caporal est une opération militaire de la Wehrmacht contre les maquis de l'Ain et du Haut-Jura s'étant déroulée du 5 au 13 février 1944.

## Prémices de la première opération d'envergure contre le maquis
Le 4 février 1944, le jour des funérailles de maquisards morts au combat, un groupe est chargé de la sécurité d'Hotonnes. Sur une route, une section arrête une voiture. La vérification de l’identité du conducteur permet de voir qu'il s'agit d'un des chefs locaux de la Gestapo, M. Houizot surnommé Avon. Il est arrêté et emmené au camp de Pré Carré pour être interrogé et pour obtenir des informations sur les opérations en cours et à venir. Sa fouille permet de trouver une carte détaillée du département qui, quelques jours plus tard après la vaste opération allemande qui se déroulera, permettra aux maquis de comprendre que les nazis disposent d'un vaste réseau de renseignements avec des opérations ciblées.
Un avion nazi ayant effectué des rondes depuis plusieurs jours survole la ferme et mitraille la zone. Les maquisards s'enfuient dans les bois, à couvert d'un éventuel second mitraillage de la zone. Dans la précipitation, le chef de la gestapo est laissé seul dans la ferme puis libéré par un complice. Par vengeance, ils emprisonnent et torturent à mort les frères Berne qui ont aidé des Résistants notamment en les accueillant chez eux. Leur sœur Irène est déportée en Allemagne après avoir assisté aux scènes de tortures. La ferme de Pré Carré est également incendiée.

## Déclenchement de l'opération
Le 5 février 1944 et jusqu'au 13 février, sous l'impulsion du commandement allemand du territoire armé sud de la France, du docteur Werner Knab commandant militaire des services de sécurité et de la police de la région de Lyon, assisté par la milice et la Gestapo est lancée l'opération Caporal,. 2500 militaires issus du Sicherungs-Bataillon allemand à la division de volontaires étrangers et des chasseurs de montagne composant la 157e division de réserve sont présents dans le département sous le commandement du général Karl Pflaum. Ils en verrouillent les principaux axes de communication. L'objectif de l'opération n'est pas uniquement la traque des maquisards présentés comme des « terroristes », mais également de toutes les populations qui leur apportent une aide matérielle ou logistique. Les réfractaires au STO n'ayant pas rejoint le maquis sont également une cible lors de l'opération. Les usines allemandes souffrant d'un manque de main-d’œuvre.
Ils bénéficient d'un dispositif important comportant de l'artillerie lourde et des blindés pour les forces de montagne ; une flotte aérienne pour la reconnaissance des terrains et un grand nombre de véhicules militaires. À cette époque, la neige est présente et gêne l'avancée des troupes allemandes. De leur côté, les maquisards sont également gênés dans leur fuite puisque leurs traces de pas sont visibles dans la neige. Les premières victimes de l'opération sont les populations qui sont accusées d'apporter leur soutien au Forces françaises de l'intérieur. Autour des villages, les fermes susceptibles d'abriter des camps de maquis sont brûlées et les résistants capturés sont torturés et fusillés.
Un des faits marquants de l'opération Caporal est l'attaque de la ferme de La Montagne le 8 février 1944. La traque allemande oblige les occupants du poste de commandement des maquis de l'Ain à prendre la fuite. Les hommes trouvent refuge dans une ferme isolée à l'Abergement-de-Varey : la ferme de La Montagne.  Klaus Barbie est informé par un milicien du point de repli des maquis. Il obtient des informations importantes sur le nombre et l'équipement des hommes. Le matin, dès l'aube, trois cents soldats allemands encerclent la ferme occupée par 22 maquisards. Ces derniers sont obligés de prendre la fuite, Julien Roche, un des premiers membres du maquis de l'Ain, couvre ses camarades mais est tué par des tirs allemands. Neuf autres maquisards, dont le chauffeur du PC André Palisson, sont tués et onze réussissent à s’enfuir dans la forêt. Du côté allemand, le lieutenant Wegman et le sergent chef Braun perdent également la vie, le sergent chef Conrad est blessé.
Lors de l'opération le 11 février 1944, une rafle est organisée à Oyonnax. Sur dénonciation, 27 personnes d'Oyonnax et 30 personnes de Nantua sont déportées au camp de concentration de Mauthausen.
L'opération Caporal se termine le 13 février et le bilan chiffré donne 339 arrestations, 287 déportations, 40 tués et 99 fermes et habitations incendiées, dont des camps de maquis. Les fermes deviennent trop vulnérables et ne peuvent plus être utilisées comme camps. La mobilité des maquisards s’accroît et les oblige à se confectionner des campements de fortune à l'aide de feuillage et de toiles de parachute. Les pertes matérielles, en véhicules et en réserves de vivres sont également considérables. Henri Romans-Petit dit que les maquis possédaient « du blé et des pommes de terre pour un an (…) plusieurs milliers de paires de chaussures » qui ont été, soit brûlées, soit récupérées par les Allemands.